# Aulonocara auditor
Espèce
Synonymes
Statut de conservation UICN

 DD  : Données insuffisantes
Aulonocara auditor est une espèce de poissons d'eau douce de la famille des Cichlidae endémique du lac Malawi en Afrique.

## Dimorphisme
Les sexes de cette espèce de Cichlidae est comme beaucoup, très simplement différentiable. En effet, les mâles sont notamment nettement plus colorés et de plus grande taille. Les femelles restent donc plus petite et possède un fond de coloration terne, brun/grise/argenté.

## Reproduction
Cette espèce est incubatrice buccale maternelle, les femelles gardent les œufs, larves et tout jeunes alevins environ 3 semaines, protéger dans leur gueule (sans manger ou en filtrant très légèrement les micro-détritus). Les mâles peuvent se montrer très insistants dès les premières maturités sexuelles des femelles, il préférable de maintenir cette espèce en groupes de plusieurs individus, de manière à diviser l'agressivité d'un mâle dominant sur plusieurs individus.

## Alimentation
Une alimentation à base de vers rouges ou vers de vase est fortement déconseillée.

## Maintenance
Comme la plupart des espèces de poissons du lac Malawi une température comprise en 22 °C et 26 °C est nécessaire pour une bonne maintenance.

## Croisement, hybridation, sélection
Il est impératif de maintenir cette espèce et le genre Aulonocara seul ou en compagnie d'autres espèces, d'autres genres, mais de provenance similaire (lac Malawi), toutes les femelles du genre étant très semblables. Le commerce aquariophile a également vu apparaître un grand nombre de spécimens provenant d'Asie notamment et aux couleurs inhabituelles ou albinos, en raison de processus de sélection, d'hybridation, voire des procédés chimiques contraires à une certaine éthique pratiqués en laboratoire[réf. nécessaire].